# Raffaele Palladino
Raffaele Palladino, född 17 april 1984, är en italiensk fotbollstränare och tidigare spelare som är tränare för Fiorentina. Palladino reprenseterade under sin spelarkarriär bland annat Juventus. 
Palladino debuterade i det italienska landslaget 2007.